# アドルフォ・ワシントン
アドルフォ・ワシントン（Adolpho Washington、1967年9月7日 - ）は、アメリカ合衆国の男性プロボクサー。オハイオ州コロンバス出身。元IBF世界クルーザー級王者。

## 来歴
1989年3月7日、プロデビューを果たし4回判定勝ちで白星でデビューを飾った。
1993年1月16日、ドラケ・テャディジと対戦し10回3-0の判定勝ち。
1993年2月20日、WBA世界ライトヘビー級王者ヴァージル・ヒルと対戦。11回にワシントンがテレビ局の放送していたカメラで頭をカットするアクシデントが発生し11回0-3(2者が99-109、98-110)の判定負けで王座獲得に失敗した。
1993年10月20日、元世界3階級制覇王者アイラン・バークレーと対戦し6回33秒TKO勝ち。
1994年2月24日、ダーレ・ジャクソンとNABF北米クルーザー級王座決定戦を行い12回判定勝ちで王座獲得に成功した。
1994年7月14日、WBC世界クルーザー級王者アナクレト・ワンバと対戦し12回0-1(115-115、116-116、114-116)の判定で引き分けに終わり王座獲得に失敗した。
1994年11月5日、IBO世界クルーザー級王者ダビッド・イズクイレと対戦し8回2分49秒TKO勝ちで王座獲得に成功した。
1995年3月17日、WBA世界クルーザー級王者オーリン・ノリスと対戦し12回0-3(3者とも114-115)の判定負けでまたしても王座獲得に失敗した。
1996年8月31日、アルフレッド・コールの返上で空位になったIBF世界クルーザー級王座決定戦をトースティン・メイと行い12回3-0(115-114、117-111、116-112)の判定勝ちで王座獲得に成功した。
1997年6月21日、ユーライア・グラントと対戦し12回0-2(2者が112-116、114-114)の判定負けで初防衛に失敗し王座から陥落した。
1998年1月6日、USBA全米クルーザー級王者アーサー・ウィリアムスと対戦し12回0-3(111-119、113-117、110-120)の判定負けでイマム・メイフィールドへの挑戦権獲得に失敗した。
1999年6月5日、IBFインターコンチネンタルクルーザー級王者トースティン・メイと対戦するが9回2分26秒0-3(73-79、74-78、74-77)の判定負けで王座獲得に失敗した。
1999年7月30日、ジェームズ・トニーと対戦し10回52秒ワシントンの鼻の負傷によるドクターストップによるTKO負け。
2001年7月20日、ワシリー・ジロフと対戦し10回0-3(90-99、2者が89-100)の判定負け。
2001年9月28日、マイク・ペアクと対戦し10回判定勝ちの試合を最後に現役を引退した。

## 獲得タイトル
- NABF北米クルーザー級王座
- IBO世界クルーザー級王座
- 第9代IBF世界クルーザー級王座(防衛0)